# École ombrienne
L'école ombrienne est l'une des écoles italiennes de peinture de la Renaissance artistique en Italie, qui a fleuri en Ombrie (Gubbio, Pérouse) dont les protagonistes sont :
- Ottaviano Nelli  (1375 – 1444) ;
- Puccio Capanna, première moitié du Trecento (XIVe siècle italien) ;
- Benedetto Bonfigli (1420 – 1496) ;
- Giovanni Boccati (dit Boccati da Camerino) (1420 – v. 1480) ;
- Niccolò Alunno (1430 – 1502) ;
- Pier Antonio Mezzastris (v. 1430 – v. 1506) ;
- Melozzo da Forli (1438 – 1494) ;
- Luca Signorelli (1441 – 1523) ;
- Le Pérugin (v. 1448 – 1523) ;
- Giannicola di Paolo (vers 1460 – 1544) ;
- Timoteo della Vite (1469 – 1523) ;
- Bernardino  Mezzastris, première moitié du XVIe siècle et probablement le fils de Pier Antonio Mezzastris.

Au Trecento, l'école giottesque ombrienne se reconnaît par  la connotation dévotionnelle  et populaire des œuvres du :
- Maestro di Santa Chiara da Montefalco ;
- Maestro Espressionista di Santa Chiara.

## Définition et citations
« Une grâce maniérée qui rend un peu irritantes ses jolies figures ombriennes [du Pérugin], blondes, pleines, roses, fraîches »

— Gabriel Faure, Hist. art, 1914 p.400

« Il y eut une soudure spontanée entre l'idéalisme intellectuel de Florence, le sentimentalisme des peintres ombriens, la sensualité de Venise (...) et la volonté des maçons et des statuaires de l'empire qui bâtirent les aqueducs, les thermes, les cirques »

— Gabriel Faure, Hist. art, 1914, p.394